# 韦塞利氧化反应
韦塞利氧化反应（Wessely oxidation）指苯酚衍生物用四乙酸铅的饱和溶液处理，氧化为醌，同时发生乙酰氧基化作用，生成邻苯醌乙酸酯（主）和对苯醌乙酸酯。
萘酚也可以发生类似反应。